# Camp Hideout
Camp Hideout es una película de comedia de coming-of-age estadounidense  de 2023 escrita por Kat Olson, C. Neil Davenport y Dave DeBorde y dirigida por Sean Olson. Está protagonizada por Corbin Bleu, Ethan Drew, Amanda Leighton y Christopher Lloyd.

## Reparto
- Ethan Drew como Noé[3]
- Corbin Bleu como Jake
- Christopher Lloyd como Falco[2]
- Amanda Leighton como Selena[2]

## Producción
El rodaje tuvo lugar en Franklin, Tennessee, en octubre de 2021.

## Estreno
En mayo de 2023, se anunció que Roadside Atracciones había adquirido los derechos de distribución de la película en Estados Unidos. Camp Hideout se estrenó en cines el 15 de septiembre de 2023.